# Mediavision
MediaVision war eine digitale Plattform zur Übertragung digitaler Fernseh- und Hörfunkprogramme und digitaler Datendienste in Deutschland und gehörte zur Deutschen Telekom Gruppe. Eine weitere und umgangssprachlichere Bezeichnung MediaVisions war der Begriff Telekom-Kabel, unter dem es auch angeboten wurde.
In den Schlagzeilen war MediaVision im Zuge der Kabelverkaufsaktivitäten der Deutschen Telekom AG, die die MSG MediaServices GmbH, eine hundertprozentige Tochterfirma der Deutschen Telekom, zum 1. Juli 2000 neu strukturierte. Das Unternehmen MSG MediaServices GmbH mit Sitz in München verstand sich als zentrale Dienstleistungsgesellschaft und Plattformbetreiber für Digital-TV im Breitbandkabel. Der Geschäftsbereich Contentvermarktung, so auch MediaVision, wurde schlussendlich in die Deutsche Telekom eingegliedert. Das Unternehmen betrieb neben dem Unternehmenssitz München noch weitere Standorte, wie etwa in Darmstadt und Freiburg. Unter dem Slogan: MediaVision. Fantastische Aussichten auf morgen startete MediaVision seine Aktivitäten und bot digitale Programme an. Es war jedoch notwendig zum vollständigen Empfang des MediaVision und Premiere World Kabelangebotes eine Smartcard – die MediaVisionCard, sowie ein Dekoder, die d-box, zu nutzen, damit die Signale entschlüsselt werden konnten. Die Deutsche Telekom AG veräußerte jedoch ihr Kabel-TV-Geschäft, um nach konzerneigenen Angaben, sich auf das Kerngeschäft zu konzentrieren. Als Folge dieser Entscheidung stellte die digitale Plattform MediaVision zum 1. November 2002 bundesweit den Sendebetrieb ein. Alle weiteren Entwicklungen zu Programmangeboten und Bereitstellung von Kabelanschlüssen gingen in Folge auf das Unternehmen Kabel Deutschland GmbH über, welches seither bundesweit die Einspeisung von digitalen Kanälen und Diensten anbietet. Eine Beauftragung zur Freischaltung des Programmangebots erfolgte unter anderem für die Kunden auch telefonisch, schriftlich oder online.

## Geschichte
Die MSG MediaServices GmbH, als Betreiberin von MediaVision wurde am 1. Februar 1999 als hundertprozentige Tochter der Deutschen Telekom gegründet, die bis zu diesem Zeitpunkt für alle Belange rund um das Kabelnetz verantwortlich zeichnete. Im Zuge der Restrukturierung des Breitbandkabelgeschäfts zählten Entwicklung und Angebot neuer Dienste für Breitbandkabel und Digital-TV sowie der Betrieb der digitalen Plattform und die Vermittlung von Programmangeboten zu den ersten Aufgaben der MSG.

## VisionProgramm-Manager
Als besonderes Highlight wurde der VisionProgramm-Manager angeboten. Dieser Manager war der senderübergreifende elektronische Programmführer von MediaVision exklusiv im digitalen Kabelnetz. Er bot dem Zuschauer die Möglichkeit, sich mittels umfassender Programmübersicht durch die Angebotsvielfalt der digitalen Rundfunk- und Fernsehangebote zu navigieren – und das senderunabhängig und umfassend. Der VisionProgramm-Manager konnte die verschiedenen Programme und Programminhalte nach unterschiedlichen Kriterien anzeigen. Voraussetzung für die Nutzung war allerdings die Anmeldung bei MediaVision. Es gab die folgenden Funktionen:
- Zur Zeit: Es wurde von allen Sendern das aktuelle Programm angezeigt
- Heute: Es wurde jeweils von einem Sender das heutige Programm angezeigt
- Genres: Programmanzeige nach Genre: Spielfilm, Nachrichten, Shows, Sports, Kinder, Musik, Kultur, Politik, Bildung, Freizeit
- Radio: Es wurden die Radiosender und deren tägliches Programm angezeigt
- Favoriten: Jeweilige Favoriten-Programme in der Programmleiste anlegen
- Kontext-Menü: Zusätzlich zur Programmübersicht gab es hier aktuelle Programminformationen
- Zapping: man konnte alle Programme direkt anklicken, um in das laufende Programm zu kommen

## Produktfamilie
Im Bereich des digitalen Fernsehens und Radios gab es eine Fülle an deutschen und fremdländischen Kanälen zu empfangen. Gebündelt wurden diese Angebote in einer Produktfamilie, die aus folgenden Bouquets bestand.
- VisionBasic: Das Basispaket von MediaVision – Kostenfrei und ganz automatisch
- VisionSelect: Das individuelle Pay-TV-Paket
- VisionGlobe: Das entgeltfreie fremdsprachige TV-Programm-Paket
- VisionSpecial: Das special-interest Pay-TV-Programm
- VisionProfi: Für professionelle Abonnenten

## Programmangebote
Vision Globe, ein fremdsprachiges Programmpaket bestehend aus den Kanälen:
- Kanal D – Das Beste aus der Türkei
- ATV – Wichtiges und Wissenswertes aus der Türkei
- TV Polonia – Alles was Polen sieht
- ERT-Sat – Säulen des griechischen Fernsehens
- CNE – Das Fenster in das Reich der Mitte
- RTPi – Der schnellste Weg nach Portugal

Vision Basic, das kostenlose Grundpaket, das für alle Kunden enthalten war, bestehend aus:
- ARD Digital Hörfunk und TV-Programmen
- ZDF Vision Hörfunk und TV-Programmen
- Single TV – der interaktive, multimediale Fernsehtreffpunkt für Singles aller Altersgruppen
- 9D TV – Deutschlands interaktiver Sender für Meinungsumfragen und Werbung

Vision Select, bietet im Audiobereich MultiMusic an. Unter dem Slogan Ohne DJs! Ohne Werbung! In CD-Qualität! empfing man ein reines Musikpaket bestehend aus 10 speziellen Audiokanälen, die die gesamte Bandbreite stilvoller Musik wiedergaben. Im Einzelnen sind dies die Programme:
- Sinfonica: Die schönsten Symphonien aller Zeiten
- Opernfestival: Die bekanntesten Opern der letzten 300 Jahre
- Musica Camerata: Kammermusik
- Barock Fantasie: Eine Reise in die Zeit des Barock
- Adagio: Melodisch instrumentelle Musik zum Träumen
- Musica Antica: Das Beste vom Mittelalter bis zur Renaissance
- All Jazz: Eine Einführung in die Welt der Jazz-Musik
- Jazz Legends: Big Band und Swing, Erinnerungen an die Ursprünge des Jazz
- Cristal New Age: Entspannungsmusik und Naturklänge
- Movie Sounds: Die aufregendsten Soundtracks

Empfangbare Fernsehprogramme im Bouquet Vision Select waren:
- Einstein Kanal – Spektakuläre Bilder aus Wissenschaft und Technik
- Fashion TV – Models, Mode und Musik hautnah
- BET on Jazz – Ihre Eintrittskarte in die Welt des Jazz und der Black Musik
- Bloomberg TV – Markt und Börsennews aus erster Hand
- Landscape Channel – Musikalische Reisen durch die schönsten Landschaften der Welt
- Extreme Sports Channel – Der neue Adrenalin- und Abenteuersport-Kanal
- COMEDY – Das Beste aus der Welt der COMEDY Serien
- KRIMI & CO – Auf KRIMI & CO geht Derrick noch lange nicht in Rente
- SUNSET – Ein bunter Mix erfolgreicher Serien und Movies
- GOLDSTAR TV – Topstars der deutschen und internationalen Schlagerszene

Vision Special, ein special interest Pay-TV-Programm mit folgenden Angeboten:
- Zee TV – unabhängiges Vollprogramm in Hindi, Urdu, Punjabi.
- NTV International –  Ein privates russisches Vollprogramm mit hohem Informationsgehalt.

Vision Profi, der Abonnent erhielt zum Programm das Recht zur öffentlichen Vorführung in Geschäftsräumen. Verfügbar waren
- Fashion TV – Musik- und Modesender mit Non-Stop-Modenschauen von Topdesignern.
- Bloomberg TV – Der deutschsprachige Nachrichtensender aus Frankfurt/Main.

Premiere World – Programmbouquet, war ebenfalls zu empfangen, bestehend aus den Welten:
- MOVIE WORLD – Sieben Spielfilmkanäle von Action bis Comedy
- SPORTS WORLD – Große Sportevents in Echtzeit
- FAMILY WORLD – Gewalt- und werbefreies Kinderprogramm
- GALA WORLD – Die Welt der beliebtesten Stars und Melodien

Hörfunkprogramme Mediavisions gab es bouquetunabhängig mit folgenden Kanälen zu empfangen:
- FRITZ
- MDR Sputnik
- MDR Jump
- MDR Info
- HR XXL
- WDR 3
- WDR 5
- HR2 plus
- MDR Kultur
- DLR Berlin
- B5 aktuell
- Bremen 2
- HR1 plus
- DLF Köln
- Bayern 4 Klassik
- Österreich 1
- HR2
- NDR 3
- NDR 4 Info
- SR1 (heute SR 1 Europawelle)
- SFB 4 Radio Multikulti